# Michail Wiktorowitsch Saizew
Michail Wiktorowitsch Saizew (russisch Михаил Викторович Зайцев, beim Weltschachbund FIDE und dem Deutschen Schachbund: Mikhail Zaitsev; * 10. September 1971 in Leningrad) ist ein russischer Schachspieler im Rang eines Internationalen Meisters.

## Leben
Michail Saizew wuchs in Leningrad auf. Er besuchte dort die Schule Nummer 181, im Anschluss als weiterführende Schule die Petrischule und dann das naturwissenschaftliche Lyzeum Nummer 239 (ehemals Annenschule). Er studierte Informatik an der Staatlichen Elektrotechnischen Universität Sankt Petersburg (LTU). Er besuchte die Schachschule im Pionierpalast, trainierte dort zum Beispiel mit Gata Kamsky.
1996 siedelte Saizew nach Deutschland über.

## Erfolge
Für das Finale der Leningrader Stadtmeisterschaft qualifizierte er sich zwei Mal. In Österreich gewann er 1996 im Wiener Rathaus das Open 3 des Schach-Festivals 1000 Jahre Österreich. In Deutschland gewann er einige Turniere, zum Beispiel 1999 das 2. Rhein-Main Open in Frankfurt am Main und die 1. Schachtage in Krefeld. 2006 gewann er in Duisburg das 13. Großenbaumer Pfingstopen vor Gerlef Meins. Das Sparkassen Open in Witten gewann er 2006, 2010, 2012, 2015 und 2016. Das A-Open der Dortmunder Schachtage gewann Saizew 2008, 2011 und 2012. 2012 und 2018 gewann er die Recklinghäuser Schachwoche, 2015 wurde er in Oer-Erkenschwick NRW-Meister im Schnellschach.
Im Chess960-Schnellschach gewann er in Waldbronn 2013 die 2. deutsche Meisterschaft vor Klaus Bischoff und Vitaly Kunin.
Vereinsschach spielt Michail Saizew in Deutschland am Spitzenbrett des  Bochumer SV 02. Davor spielte er seit der Saison 2004/05 für die SG Bochum 31, in den 1990er-Jahren jeweils zwei Jahre für den SV Lethmathe und den Preetzer TSV, 2000/01 für die SF Dortmund-Brackel und 2001 bis 2004 für den SV Turm Bergheim. Die belgische Mannschaftsmeisterschaft konnte er drei Mal gewinnen: 2003/04, 2009/10 und 2010/11 mit dem KSK 47 Eynatten. In der Interclubs 2011/12 spielte er in der höchsten belgischen Liga für La Tour d’Ans-Loncin. In Frankreich spielte er für den Club d’Échecs Metz Fischer.
Seit Februar 2005 trägt Saizew den Titel Internationaler Meister. Die Normen hierfür erzielte er in der Oberliga Nordrhein-Westfalen der Saison 2002/03, dem 6. Info-Score-Meisterturnier im Juli 2003 in Baden-Baden mit Übererfüllung sowie der deutschen 2. Bundesliga West der Saison 2003/04.